# Никитин, Фёдор Фёдорович
Фёдор Фёдорович Никитин (1908—1952) — сержант Рабоче-крестьянской Красной Армии, участник Великой Отечественной войны, Герой Советского Союза (1943).

## Биография
Фёдор Никитин родился 4 февраля 1908 года в селе Истленево (ныне — Воловский район Тульской области). После окончания четырёх классов школы работал в колхозе. В июне 1941 года Никитин был призван на службу в Рабоче-крестьянскую Красную Армию и направлен на фронт Великой Отечественной войны.
К сентябрю 1943 года сержант Фёдор Никитин командовал артиллерийским орудием 1848-го истребительно-противотанкового артиллерийского полка 30-й истребительно-противотанковой артиллерийской бригады 7-й гвардейской армии Степного фронта. Отличился во время битвы за Днепр. 26 сентября 1943 года расчёт Никитина переправился через Днепр в районе села Бородаевка Верхнеднепровского района Днепропетровской области Украинской ССР и принял активное участие в боях за захват и удержание плацдарма. 7 октября 1943 года у села Погребная того же района расчёт Никитина успешно отбил пять немецких контратак.
Указом Президиума Верховного Совета СССР от 26 октября 1943 года за «образцовое выполнение боевых заданий командования на фронте борьбы с немецкими захватчиками и проявленные при этом мужество и героизм» сержант Фёдор Никитин был удостоен высокого звания Героя Советского Союза с вручением ордена Ленина и медали «Золотая Звезда» за номером 1422.
После окончания войны Никитин был демобилизован. Вернулся на родину. Скоропостижно скончался 4 июля 1952 года.
Был также награждён рядом медалей.